# بادیان ختایی

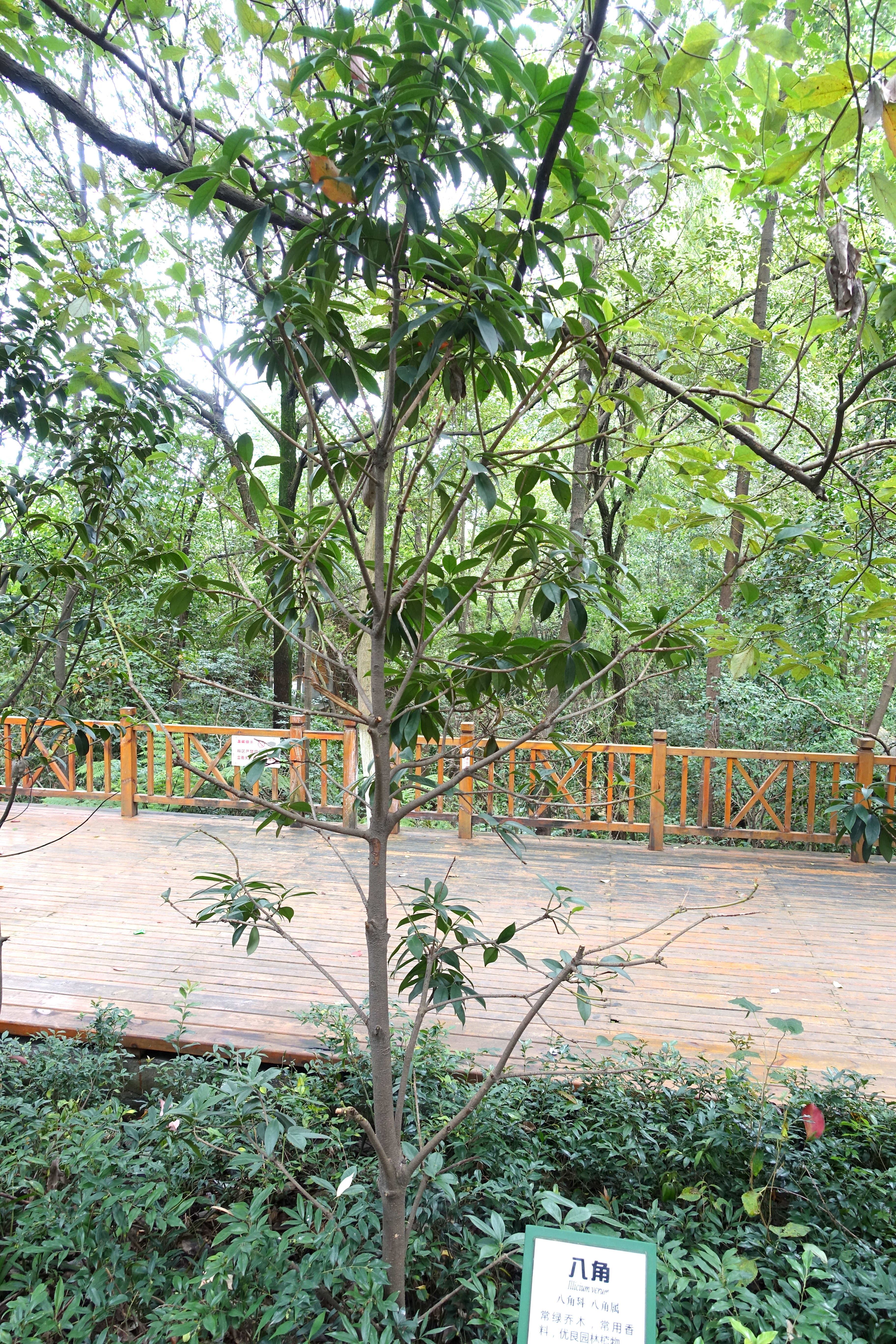
درختچه

بادیان خَتایی یا انیسون ستاره‌ای یا انیسون بَرّی یک نوع ادویه است که شباهت زیادی به انیسون دارد. این ادویه از درختچه‌ای همیشه‌سبز از تیره ماگنولیاها به دست می‌آید. این درخت بومی شمال ویتنام تا جنوب کشور چین است. میوه ستاره‌ای شکل این درخت درست قبل از رسیدن برداشته می‌شود. بادیان ختایی دارای برگ‌های ضخیم همیشه‌سبز، گل‌های درشت زیبا و میوه مخروطی معطر و اندکی شیرین است که با نام بادیان کاربرد دارویی دارد.
روغن انیسون ستاره‌ای بسیار معطر است و در آشپزی، عطرسازی، صابون‌سازی، خمیردندان‌ها، دهان‌شویه‌ها و کرم‌های پوست استفاده می‌شود. تا سال ۲۰۱۲ میلادی، شرکت داروسازی هوفمان-لا روش ۹۰٪ از محصول انیسون ستاره‌ای جهان را برای تولید اسید شیکمیک - واسطه شیمیایی مورد استفاده در سنتز اسلتامیویر - استفاده می‌کرد
بادیان خَتایی حاوی آنه‌تول است و در غرب، به عنوان یک جایگزین ارزان‌تر از بادیان رومی، برای پخت و پز و همچنین تولید مشروبات الکلی مورد استفاده قرار می‌گیرد. بادیان خَتایی به ویژه در تولید نوشیدنی الکلی تقطیری گالیانو کاربرد عمده دارد. با افزودن بادیان خَتایی به گوشت، می‌توان طعم آن را افزایش داد.

## داروسازی

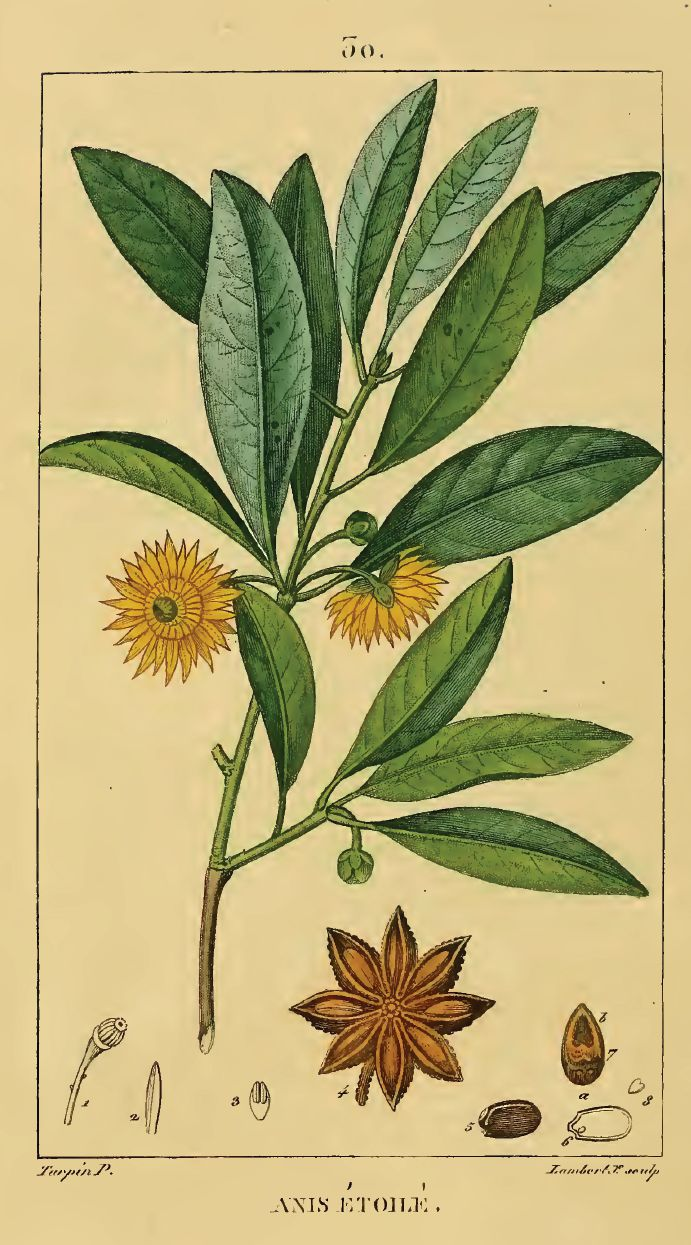
تصویرسازی مربوط به قرن نوزدهم که اجزای گیاه را نشان می‌دهد.

بادیان خَتایی منبع اصلی ترکیب شیمیایی اسید شیکمیک، یک پیش‌ماده اولیه در داروسازی برای سنتز اسلتامیویر (داروی ضد آنفولانزا که به نام تامیفلو نیز مشهور می‌باشد) است. یک روش صنعتی برای تولید اسید شیکمیک با استفاده از تخمیر باکتری اشریشیا کلی در سال ۲۰۰۵ کشف شد بادیان خَتایی در دنیاگیری آنفلوانزای خوکی سال ۲۰۰۹ میلادی، برای رفع کمبود تامیفلو، به عنوان مادهٔ خام اولیهٔ تولید اسید شیکمیک مورد استفاده قرار گرفت و همین موضوع باعث افزایش قیمت آن در همان مقطع گردید. از سال ۲۰۱۸ میلادی، تخمیر اشریشیا کلی فرایند انتخابی برای تولید اسید شیکمیک به جهت سنتز تامیفلو بوده‌است.

## مسمومیت
بادیان خَتایی سمی نیست و باعث ایجاد مسمومیت نمی‌گردد. هر چند، سایر گونه‌های مرتبط سمی هستند؛ به‌طور مثال، بادیان ژاپنی که حاوی نوروتوکسین آنیساتین است به شدت سمی و غیرقابل خوردن است و در کشور ژاپن، به عنوان عود سوزانده می‌شود. موارد گزارش‌شده از عوارضی مثل اثرات عصبی جدی همچون تشنج که پس از استفاده از چای بادیان خَتایی گزارش شده‌است ممکن است نتیجهٔ تقلب عمدی در محصول با انگیزهٔ اقتصادی بوده باشد.